# Clarissa Pinkola Estés
Clarissa Pinkola Estés (Indiana, 27 de janeiro de 1945) é uma psicóloga Junguiana, poeta e escritora norte-americana especializada em traumas pós-guerra. Ficou mundialmente conhecida por seu livro de 1992, Mulheres que correm com os lobos: mitos e histórias do arquétipo da mulher selvagem, onde aborda o arquétipo feminino, seus mistérios e potência com base em mitos, histórias ancestrais e contos.

## Biografia
Nascida e criada em uma pequena vila no estado de Indiana em 1945, é filha de Cepción Ixtiz e Emilio Maria Reyés, de ascendência mexicana e nativa americana. Seus pais eram trabalhadores braçais mexicanos, próximos à divisa com o Michigan. Em casa aprendeu a falar espanhol, mas logo em seguida Clarissa foi posta para adoção ainda muito pequena. Aos 4 anos de idade, ela foi adotada pelo casal de imigrantes húngaros, Maruska Hornyak e Joszef Pinkola, também muito pobres e analfabetos.
Convivendo com imigrantes desde tenra infância, Clarissa teve acesso a muitas histórias, lendas e mitos de outros povos, contatos e recontados por parentes e pelos pais adotivos. Depois de terminar o ensino médio, Clarissa se mudou para o Colorado. Casou-se pela primeira vez em 1967, divorciando-se em 1974. A união resultou em três filhas, que ficaram sob a sua custódia.

## Carreira
Clarissa se formou em psicologia e psicoterapia pela Colorado Heights University em 1976. Pelo Union Institute & University, em Cincinnati, obteve seu doutorado em psicologia étnico-clínica em 1981, com foco na história indígena e de padrões psicológicos e sociais de grupos e culturas tribais. Em 1984, fez pós-doutorado pela The Inter-Regional Society of Jungian Analysts, em Zurique, na Suíça. É psicóloga registrada, especializada em recuperação pós-traumática e psicoanalista com prática clínica.
Como especialista em eventos traumáticos e recuperação pós-trauma, começou a trabalhar na área ainda na década de 1960 no hospital de veteranos Edward Hines Jr., de Illinois. Atendeu pacientes veteranos da Primeira e Segunda guerras mundiais, além de ex combatentes da Guerra do Vietnã com perdas de membros ou cadeirantes. Ajudou também as famílias de pacientes e pessoas com transtorno de estresse pós-traumático. Ensinou escrita criativas em várias prisões dos Estados Unidos.
Atuou em locais de desastres naturais, onde desenvolveu um protocolo de recuperação pós-trauma para os sobreviventes do terremoto na Armênia. Tal protocolo foi traduzido para diversos idiomas e vem sendo usado em locais de desastre para ajudar os sobreviventes na recuperação e em como orientar os resgatistas. Também trabalhou na comunidade após o Massacre de Columbine entre os anos de 1993 e 2003. Trabalha ainda com os atendentes do sistema de atendimento 911 nos Estados Unidos e ainda atende famílias de sobreviventes de desastres e massacres.

## Literatura
É autora de diversos livros traduzidos para mais de 35 idiomas. Clarissa começou a escrever com cerca de 25 anos, mas seu primeiro livro só seria publicado 25 anos depois. Escrevia poesias e boa parte das histórias que coletou em viagens e nos anos de trabalho. Por volta dessa época, Clarissa se casou novamente, com um 1º sargento da Força Aérea dos Estados Unidos. Seu nome começou a ganhar fama quando ela começou a trabalhar na rádio, em 1989, falando de Jung, em Denver. Isso levou a um contrato com uma gravadora para lançar fitas cassete com suas observações e orientações e em alguns meses, suas fitas eram campeãs de vendas no país.
As editoras se interessaram por Clarissa após o sucesso de venda de suas fitas e em alguns meses cerca de seis editoras começaram a fazer ofertas por um livro seu. Seu primeiro livro, Mulheres que correm com os lobos: mitos e histórias do arquétipo da mulher selvagem, foi um grande sucesso e ficou cerca de 70 semanas na lista dos mais vendidos do The New York Times.

## Obras selecionadas
- A Ciranda das Mulheres Sábias: ser jovem enquanto velha, velha enquanto jovem;
- Mulheres que correm com os lobos: mitos e histórias do arquétipo da mulher selvagem (1992);